# 弗朗库尔-卡特隆
弗朗库尔-卡特隆（法語：Flancourt-Catelon，法語發音：[flɑ̃kuʁ katlɔ̃]）是法国厄尔省的一个旧市镇，属于贝尔奈区。弗朗库尔-卡特隆于1846年由原市镇弗朗库尔（Flancourt）和卡特隆（Catelon）合并而成。2016年，弗朗库尔-卡特隆与邻近的2个市镇合并为新市镇鲁穆瓦地区弗朗库尔克雷西。

## 地理
弗朗库尔-卡特隆（49°20'0"N, 0°46'24"E）面积7.97 平方千米，位于法国诺曼底大区厄尔省，该省份为法国北部内陆省份，北起滨海塞纳省，西接奧恩省和卡爾瓦多斯省，南至厄尔-卢瓦省，东临瓦兹省、瓦兹河谷省和伊夫林省。
与弗朗库尔-卡特隆接壤的市镇（或旧市镇、城区）包括：布克托、阿沙尔堡、鲁穆瓦地区埃普勒维尔、伊勒维尔叙蒙福尔、鲁日蒙捷。

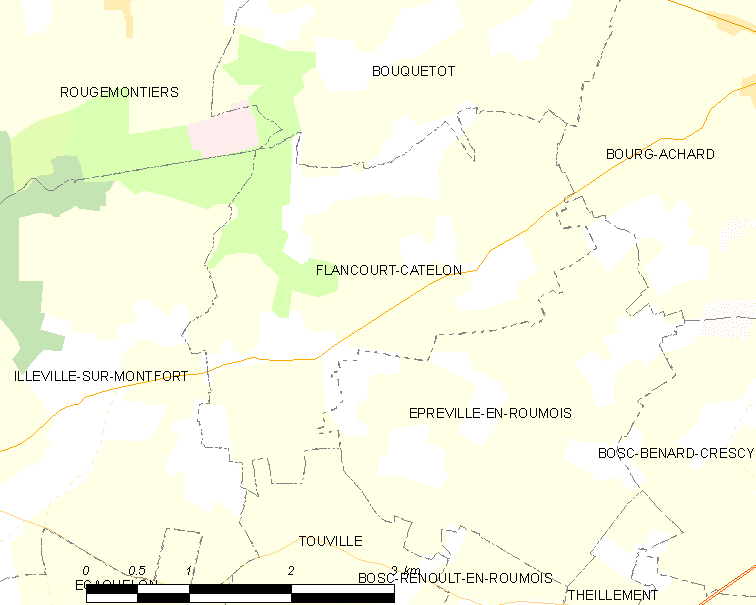
弗朗库尔-卡特隆的OSM定位图

弗朗库尔-卡特隆的时区为UTC+01:00、UTC+02:00（夏令时）。

## 行政
弗朗库尔-卡特隆的邮政编码为27310，INSEE市镇编码为27244。

## 政治
弗朗库尔-卡特隆所属的省级选区为大布特鲁尔德县。

## 人口

1962-2008年间弗朗库尔-卡特隆人口变化图示

弗朗库尔-卡特隆于2018年1月1日时的人口数量为497人。